# 1830-as évek
Évszázadok: 18. század · 19. század · 20. század
Évtizedek: 1780-as évek · 1790-es évek · 1800-as évek · 1810-es évek · 1820-as évek · 1830-as évek · 1840-es évek · 1850-es évek · 1860-as évek · 1870-es évek · 1880-as évek
Évek: 1830 · 1831 · 1832 · 1833 · 1834 · 1835 · 1836 · 1837 · 1838 · 1839

## Események
- A párizsi forradalom hatására Európa több városában zavargások törnek ki.
- A németalföldi királyságból a brüsszeli felkelés hatására létrejön Belgium.
- Itália és Németország jelentős területein is megmozdulásokra kerül sor.
- A nemzeti és liberális jellegű mozgalmak nemzeti egységet és alkotmányt követelnek.
- Itáliában az osztrák csapatok leverik a megmozdulásokat, osztrák nyomásra Németföldön is visszaszorítják a mozgalmat.